# Zapoteca lambertiana
Zapoteca lambertiana är en ärtväxtart som först beskrevs av George Don jr, och fick sitt nu gällande namn av Héctor Manuel Hernández. Zapoteca lambertiana ingår i släktet Zapoteca och familjen ärtväxter. Inga underarter finns listade i Catalogue of Life.